# مجموعة سفراء الدول العشر الراعية للمبادرة الخليجية
مجموعة سفراء الدول العشر الراعية للمبادرة الخليجية و هم السفراء في اليمن عن الدول ذات العضوية الدائمة الدائمة في مجلس الأمن الدولي (الولايات المتحدة الأمريكية ، روسيا الاتحادية ، الصين ، المملكة المتحدة ، فرنسا ) ، و سفراء مجلس التعاون الخليجي ( الإمارات ، البحرين ، السعودية ، سلطنة عمان ، الكويت ) عدا قطر التي انسحبت من المبادرة الخليجية ، يتولون مهمه رعاية المبادرة الخليجية و الإشراف على تنفيذ بنودها لإتمام عملية الانتقال السلمي للسلطة في اليمن .

## بيانات

### بيان 7 أبريل
في 7 أبريل 2012 اصدرت المجموعة بيان كالتالي :
أطلع سفراء الدول الخمس دائمة العضوية في مجلس الأمن الدولي ، وسفراء مجلس التعاون الخليجي المقيمين في صنعاء ، وسفير الاتحاد الأوروبي ، وانطلاقاً من الدور المناط بهم كمراقبين ومعاونين في تنفيذ المبادرة الخليجية وآليتها التنفيذية ، أطلعوا على القرارات التي أصدرها عبد ربه منصور هادي ، رئيس الجمهوية اليمنية في تاريخ 6 أبريل والتي توجه بنقل عدد من أفراد القوات المسلحة اليمنية ،  ومحافظين ،  ومسئولين آخرين في الحكومة اليمنية ، وتعتبر مجموعة السفراء العشرة بأن هذه القرارات الرئاسية تنسجم انسجاماً كاملاً مع نص المبارة الخليجية وروحها ، كما تنسجم مع المسئوليات التي أوكلها الشعب اليمني إلى الرئيس هادي من خلال الانتخابات الرئاسية في 21 فبراير 2012 . إن هذه التغييرات ستساعد في التخلص من نقاط الاحتكاك ،  وتخفض التوترات كما نصت عليه المبادرة الخليجية وآليتها التنفيذية ،  ويطالب السفراء العشرة من جميع اليمنيين أن يتعاونوا مع هذه القرارات تعاوناً كاملاً ، وستنظر بقلق بالغ إلى أي خطوات تتخذ لمقاومة تطبيق هذه التغييرات ، أو تعرقل عمل المطار ، أو المؤسسات الأخرى للدولة ، أو منشئاتها ، أو بناها التحتية .

### بيان 14 سبتمبر
أعرب سفراء مجموعة الدول العشر الراعية للمبادرة الخليجية عن إدانتهم الشديدة للاعتداء على السفارة الأمريكية بصنعاء يوم أمس وما تعرضت له السفارة من قبل المقتحمين من تدمير طال بنيتها التحتية.
وعبر سفراء الدول الخمس دائمة العضوية بمجلس الأمن الدولي ، وسفراء مجلس التعاون الخليجي ورئيس بعثة الاتحاد الأوروبي المعتمدين لدى اليمن في بلاغ صحفي أصدروه مساء اليوم وتلقت وكالة الأنباء اليمنية (سبأ) نسخة منه عن تضامنهم مع السفارة الأمريكية .. داعيين السلطات اليمنية لاتخاذ كافة الإجراءات اللازمة لحماية الدبلوماسيين والموظفين الأجانب العاملين في اليمن.
وأعلن سفراء مجموعة الدول العشر الراعية للمبادرة الخليجية عن إدانتهم الشديدة للهجوم الذي استهدف وزير الدفاع اللواء الركن محمد ناصر أحمد وموكبه في 11 سبتمبر.. معبرين عن تضامنهم مع الوزير وتعازيهم الحارة لأسر الضحايا.
وأكدوا أن هذه الأعمال لن تزيد المجتمع الدولي إلا إصرارا على دعم الرئيس عبده منصور هادي وحكومة الوفاق الوطني.. مجددين في ذات الوقت دعم بلدانهم الكامل لقرارات الرئيس هادي وآخرها القرارات الصادرة في 11 سبتمبر وكذا رفض بلدانهم لأي محاولة لعرقلة العملية السياسية الجارية حاليا في اليمن.

### بيان 21 مايو
في 21 مايو 2012 اصدرت المجموعة بيان كالتالي :
إن سفراء الدول الخمس دائمة العضوية في مجلس الأمن الدولي ،  وسفراء دول مجلس التعاون الخليجي المقيمين في صنعاء ،  ورئيس بعثة الاتحاد الأوروبي ،  يدينون بشدة الهجوم العنيف في صنعاء والذي نتج عنه وفيات وإصابات للعديد من الجنود اليمنيين ،  فقد أحزننا العدد الكبير من الوفيات والإصابات ،  ونتقدم بالتعازي إلى أسر الضحايا ،  وأصدقائهم ،  وزملائهم .
يجب أن لا يصرفنا هذا العمل الجبان عن برنامج الإصلاح والتقدم نحو الانتقال السياسي .  إن مجموعة السفراء العشرة لتؤكد دعمها للرئيس عبد ربه منصور هادي ،  وحكومته خلال قيادتهم للبلاد نحو مستقبل أكثر أمناً واستقراراً.

### بيان 29 نوفمبر
في 29 نوفمبر 2012 اصدرت المجموعة بيان كالتالي :
يدين سفراء الدول العشر الراعية للمبادرة الخليجية وبقوة مقتل أحد موظفي سفارة المملكة العربية السعودية وزميله اليمني. ويتقدم سفراء الدول العشر بأصدق التعازي والمواساة لأُسرتي الفقيدين. كما يدعوا السفراء الحكومة اليمنية إلى سرعة تقديم المسؤولين عن ذلك إلى العدالة.

### بيان 1 ديسمبر
في 1 ديسمبر 2012 اصدرت المجموعة بيان كالتالي :
يرحب سفراء مجموعة الدول العشر، بصفتهم مسهلين لتنفيذ المبادرة الخليجية وآليتها التنفيذية، بالقرارات الأخيرة التي اتخذتها اللجنة الفنية للتحضير لمؤتمر الحوار الوطني، بشأن توزيع نسب المشاركين في مؤتمر الحوار الوطني. وعليه، نقدر الحكمة والالتزام اللذين أظهرهما أعضاء اللجنة وقيادات الأحزاب السياسية والمنظمات في اتخاذ هذا القرار، الذي يزيل عقبةً رئيسيةً في استكمال التحضيرات الجارية لانعقاد مؤتمر الحوار الوطني. كما يفتح هذا القرار الباب للتوصل إلى حلٍ عادلٍ ومتوازن للقضايا المهمة التي تواجه الشعب اليمني. ويعتبر سفراء الدول العشر هذه القرارات، التي اتخذها اليمنيون بأنفسهم، خطوةً مهمةً لاستكمال التقرير الذي ستسلمه اللجنة الفنية لفخامة الرئيس عبده ربه منصور هادي، والذي يليه البدء بالحوار الوطني، الذي نأمل وبشدة أن يبدأ بحلول نهاية هذا العام. 
.